# Copălău
Copălău est une commune du județ de Botoșani en Roumanie.

## Personnalités
- Adriana Chelariu-Bazon, rameuse roumaine née dans la commune.